# Need for Speed: Hot Pursuit 2
Need for Speed: Hot Pursuit 2 – szósta część z serii gier komputerowych Need for Speed firmy Electronic Arts.

## Rozgrywka

### Mechanika
Podobnie jak w Need for Speed III: Hot Pursuit gracz ma możliwość uczestniczenia w pościgach policyjnych (zarówno jako ścigany, jak i ścigający). Jedną z większych zmian w porównaniu do poprzedniej wersji jest grafika, która została znacznie ulepszona. Gra oferuje ponad 20 tras w kilku lokalizacjach oraz kilkadziesiąt pojazdów.

### Tryby gry
W Need For Speed: Hot Pursuit 2 istnieje możliwość ścigania się w dwóch trybach gry: Hot Pursuit oraz Championship. W pierwszym trybie gry rywalizuje się z przeciwnikami oraz z policją próbującą za wszelką cenę zatrzymać gracza. Drugi tryb różni się od pierwszego brakiem policji. Za wygraną, otrzymuje się pieniądze za które można kupować lepsze samochody oraz wiele innych przydatnych rzeczy. Po przejściu całej gry można grać w trybie wieloosobowej lub ścigać się z komputerem w Single Challenge.

## Ścieżka dźwiękowa
- Bush – The People That We Love*
- The Buzzhorn – Ordinary*
- Course Of Nature – Wall Of Shame*
- Hot Action Cop – Fever For The Flava*
- Hot Action Cop – Going Down On It*
- Pulse Ultra – Build Your Cages*
- Rush – One Little Victory*
- Uncle Kraker – Keep It Coming*
- Matt Ragan – Bundle Of Clang
- Matt Ragan – Cone Of Silence
- Matt Ragan – Flam Dance
- Humble Brothers – Black Hole
- Humble Brothers – Brakestand
- Humble Brothers – Sphere
- ROM – Cykloid

Symbolem * oznaczono utwory, które występują zarówno w wersji instrumentalnej, jak i wokalnej.